# Distretto di Conchamarca
Il distretto di Conchamarca è uno degli otto distretti della provincia di Ambo, in Perù. Si trova nella regione di Huánuco e si estende su una superficie di 101.76 chilometri quadrati.